# Montgomery (Pensilvania)
Montgomery es un borough ubicado en el condado de Lycoming, en el estado estadounidense de Pensilvania. En el año 2000 tenía una población de 1,695 habitantes y una densidad poblacional de 1,203.6 personas por km².

## Geografía
Montgomery se encuentra ubicado en las coordenadas 41°10′17″N 76°52′33″O / 41.17139, -76.87583

## Demografía
Según la Oficina del Censo en 2000 los ingresos medios por hogar en la localidad eran de $33,846 y los ingresos medios por familia eran $38,641. Los hombres tenían unos ingresos medios de $27,500 frente a los $20,648 para las mujeres. La renta per cápita para la localidad era de $13,763. Alrededor del 11.8% de la población estaba por debajo del umbral de pobreza.